# Hkakabo Razi
Hkakabo Razi (tiếng Miến Điện: ခါကာဘိုရာဇီ, phát âm [kʰàkàbò ɹàzì]; giản thể: 开加博峰; phồn thể: 開加博峰; bính âm: Kāijiābó Fēng; Hán-Việt: Khai Gia Bác Phong). Đây là ngọn núi cao nhất của Myanmar, với độ cao 5.881 mét (19.295 ft), đồng thời là ngọn núi cao nhất ở Đông Nam Á. Nó nằm ở phía bắc của Myanmar, thuộc bang Kachin trong một dãy núi ngoài rìa của hệ thống núi Himalaya lớn gần điểm biên giới ba nước với Ấn Độ và Trung Quốc. Vị trí cao nhất của nó gần đây đã được thách thức bởi Gamlang Razi (5870m), cách đó 6,6 kilômét (4,1 dặm) WSW trên biên giới Myanmar - Trung Quốc .
Đỉnh được bao quanh bởi vườn quốc gia Khakaborazi. VQG là một vùng đồi núi và đặc điểm là rừng mưa lá rộng luôn xanh tươi, một khu vực cận nhiệt đới có độ cao trung bình khoảng 8.000 đến 9.000 foot (2.400-2.700 m), rừng lá rộng, cây nửa rụng lá và cuối cùng là cây thường xanh lá kim, rừng tuyết. Trên 11.000 foot (3.400 m), khu rừng cao nhất là núi cao, không chỉ khác nhau về loại rừng, mà khác biệt về lịch sử và nguồn gốc. Vẫn cao hơn, khoảng 15.000 foot (4.600 m), lạnh, phong cảnh khô cằn, có gió thổi và tuyết và sông băng thường xuyên chiếm ưu thế. Ở độ cao khoảng 17.500 foot (5.300 m), có một cái nắp băng lớn với nhiều sông băng chảy ra.

## Bảo vệ môi trường
Hkakabo Razi được thiết lập như là một khu vực bảo tồn thiên nhiên vào ngày 30 tháng 1 năm 1996 và sau đó vườn quốc gia Khakaborazi bao quanh nó được thành lập vào ngày 10 tháng 11 năm 1998. Vườn quốc gia Khakaborazi là thành trì cuối cùng của sự đa dạng sinh học ở Myanmar. Các thực vật và động vật cực kỳ phong phú, từ các loài nhiệt đới vùng thấp đến núi cao vẫn đang chờ đợi nghiên cứu và xác định đúng đắn. Chúng hầu như chưa được nghiên cứu và công viên vẫn là một trung tâm nghiên cứu thực tế tuyệt vời cho sinh viên thuộc các nhóm thực vật, địa chất, động vật học và địa lý.

## Khí hậu
Đỉnh của Hkakabo Razi có khí hậu núi cao (Phân loại khí hậu Köppen). Tuyết thường phổ biến hơn là mưa trong mùa đông. Trong đợt lạnh năm 2009, nhiệt độ thấp nhất ghi nhận được ở Myanmar là -57,9 °C (-72,2 °F). Cao nhất là 23 °C (73 °F).
Nghiên cứu được thực hiện bởi Cục Lâm nghiệp với sự hỗ trợ của Hiệp hội Bảo tồn Động vật Hoang dã của New York trong năm 1997 và 1998. Các kết quả đã được trình bày trong hội thảo do ICIMOD tài trợ "Tư vấn Tiểu vùng về Bảo tồn hệ sinh thái núi Hkakabo Razi ở Đông Himalayas" tại Putao, Myanmar trong thời gian từ ngày 25 đến ngày 29 tháng 10 năm 1999. Tiếp theo đó là năm 2001 với một nhóm các nhà khoa học liên ngành và quốc tế thuộc Học viện Khoa học California ở San Francisco, Hiệp hội Địa lý Quốc gia, Đại học Harvard, Học viện Khoa học Trung Quốc và Bộ Lâm nghiệp Myanmar. Vào ngày 11 tháng 9 năm 2001, chuyên gia về sinh học gia Joseph Slowinski, trưởng nhóm từ Viện Khoa học California, đã bị một con rắn Cạp nia độc cắn và chết trên đồng.
Trong năm 2002-2003, P. Christiaan Klieger, nhà nhân chủng học thuộc Viện Hàn lâm Khoa học California và nhiếp ảnh gia Dong Lin theo dấu các bước đi trước của họ và đã thành công trong việc khảo sát nhân chủng học đầu tiên của vùng Hkakabo Razi. Họ đi bộ đến ngôi làng phía bắc ở Myanmar, Tahaundam, nơi có khoảng 200 người Khampa Tibetan, bao gồm cả người leo núi Nyama Gyaltsen (xem bên dưới).
Khu vực sẽ sớm được mở ra cho công chúng thông qua du lịch sinh thái bởi chính quyền Myanmar. Chính phủ đang thu thập thông tin cho sự phát triển trong lĩnh vực này và một số cuộc thám hiểm khoa học đã được chấp nhận trong khu vực.
Chỉ có một vài người phương Tây đã lên tới đỉnh Hkakabo Razi, Vườn quốc gia hoặc bất cứ nơi nào gần đó. Thuyền trưởng B.E.A. Pritchard là người phương Tây đầu tiên đến thăm Thung lũng Alun Dung, năm 1913 